# Robert Geiser
Robert Geiser – szwajcarski koszykarz, uczestnik Letnich Igrzyskach Olimpijskich 1948 oraz Mistrzostw Europy 1946. 
Na igrzyskach w Londynie (gdzie jego reprezentacja zajęła 21. miejsce) zdobył sześć punktów, przy tym notując 12 fauli. 
W 1946 r. brał udział w Mistrzostwach Europy w Koszykówce, gdzie zdobył sześć punktów (notując dwa faule). Na tych mistrzostwach, Szwajcaria uplasowała się na piątym miejscu.